# Viktor Kolotov
Viktor Kolotov (ryska: Виктор Михайлович Колотов), född 3 juli 1949 i Tatarstan, Sovjetunionen, död 3 januari 2000 i Kiev, Ukraina, var en sovjetisk fotbollsspelare som tog OS-brons i fotbollsturneringen vid de olympiska sommarspelen 1976 i Montréal.